# Retrat de l'artista sense barba
Retrat de l'artista sense barba és un autorretrat de Vincent van Gogh (1853-Zundert, 1890-França) creat el 1889. Va ser el seu primer retrat sense barba i uns dels últims de la seva vida.
Va ser pintat en el manicomi de Saint-Paul-de-Mausole, a Saint-Rémy, prop d'Arle, França, on Van Gogh va ser pacient per pròpia voluntat des de 1889 a 1890. Retrat de l'artista sense barba es va convertir en el tercer quadre més car del món en ser adjudicat per més de 71,5 milions de dòlars en una brillant nit de rematades de la casa Christie s a Nova York
L'obra és probablement l'últim autoretrat de van Gogh que es veurà en les subhastes. Vincent van Gogh va pintar "Retrat de l'artista sense barba" l'any 1889 per la seva mare Anna, com a regal d'aniversari i és considerat l'últim autoretrat executat per l'artista. Uns mesos abans, el gener de 1889, havia pintat un autoretrat amb l'orella tallada.